# Hrabstwo Washington (Kentucky)

Piramida wieku hrabstwa

Hrabstwo Washington – hrabstwo w USA, w stanie Kentucky. Według danych z 2000 roku, hrabstwo zamieszkiwało 10916 osób. Siedzibą hrabstwa jest Springfield.

## Miasta
- Mackville
- Springfield
- Willisburg